# خودبیزاری
خودبیزاری یا نفرت از خود (به انگلیسی: Self-hatred, self-hate) بیزاری یک شخص از خود یا تنفر از خویش یا عزت نفس پایین است که می‌تواند به خودزنی منجر شود.

## در روان‌شناسی و روان‌پزشکی
اصطلاح «خودبیزاری» به‌طور نارایج توسط روان‌شناسان و روان‌پزشکانی استفاده می‌شود که معمولاً افرادی که از خودشان بیزارند را «مردمی با عزت نفس پایین» توصیف می‌کنند. نفرت از خود، احساس گناه و شرم عوامل مهمی در برخی یا بسیاری اختلالات روانی هستند؛ به‌ویژه اختلالاتی که شامل درک نقصی در خویشتن هستند (برای نمونه، اختلال خودزشت‌انگاری). نفرت از خود همچنین نشانۀ بسیاری از اختلال شخصیت‌ها از جمله اختلال شخصیت مرزی و همین‌طور اختلالات خلقی مانند افسردگی است.